# Mr. Bad Guy
| Recensione    | Giudizio   |
| ------------- | ---------- |
| AllMusic      | [ 1 ]      |
| Rolling Stone | (positivo) |

Mr. Bad Guy è il primo album solista di Freddie Mercury, pubblicato nel 1985 dalla Columbia Records.

## Descrizione
Questa produzione viene sviluppata negli USA e soprattutto a Monaco di Baviera e vede una composizione che spazia fra vari generi musicali. L'album contiene alcune tracce originariamente composte per far parte del repertorio dei Queen, scritte comunque da Mercury, ma che in seguito furono scartate dalla band; infatti Made in Heaven, I Was Born to Love You, Man Made Paradise e There Must Be More to Life than This dovevano apparire nell'album del 1984 dei Queen The Works. Mercury, assecondato dal produttore tedesco Mack, sceglie un approccio stilistico nello stile pop-dance che raramente ha trovato spazio nella discografia dei Queen.
È comune il pensiero che certi brani, sviluppati all'epoca dall'intero gruppo, avrebbero avuto maggiori probabilità di divenire hit di successo, se ultimati assieme al resto della band. L'album è stato successivamente ristampato in Special Edition contenente tutti i brani dell'album originale e 6 tracce aggiuntive, estratte dai vari singoli pubblicati all'epoca della promozione del disco. Nel 2000 l'album è stato incluso nel Box Set The Solo Collection. In origine, il disco doveva chiamarsi Made in Heaven.
Nel 1995 le canzoni I Was Born to Love You e Made in Heaven verranno inserite nell'album dei Queen Made in Heaven, l'ultimo album in studio del gruppo; le versioni del 1995 sono molto diverse rispetto alle originali apparse in Mr. Bad Guy. Nel 1993 viene pubblicata una versione riaggiornata della canzone Living On My Own. Il successo è enorme tanto da creare un EP con ben 7 remix diversi della traccia e ben 2 raccolte: The Freddie Mercury Album (1992) e Remixes (1993), nelle quali, oltre alla hit, appaiono anche altri successi di Freddie Mercury da solista. Esiste inoltre una versione demo di There Must Be More to Life than This cantata da Freddie Mercury in coppia con Michael Jackson, riarrangiata e pubblicata poi nel 2014 nell'album Queen Forever. Nel 2019, in occasione della pubblicazione della raccolta Never Boring, il disco è stato rimasterizzato e remixato nella sua versione originale contenente le undici tracce originali dell'album e, oltre l'edizione CD è stato pubblicato anche in formato LP; è stato poi incluso nell'edizione speciale della raccolta Never Boring assieme all'album Barcelona.

## Pubblicazione
Originariamente pubblicato nell'aprile 1985 su etichetta Columbia/CBS, Mr. Bad Guy rimase fuori catalogo su CD fino al 2000, quando venne incluso nel cofanetto The Solo Collection, e nel 2019, quando fu ristampato e remixato grazie al successo commerciale del film biografico Bohemian Rhapsody.
L'album raggiunse la sesta posizione nella classifica britannica. I singoli estratti furono I Was Born to Love You (B-side: Stop All the Fighting) che raggiunse la quinta posizione in classifica nel Regno Unito nel maggio 1985. Made in Heaven si fermò al numero 57 della UK Singles Chart dove restò in classifica per quattro settimane. Living on My Own raggiunse la posizione numero 50 in Gran Bretagna, mentre il quarto ed ultimo singolo, Love Me Like There's No Tomorrow, debuttò al numero 76 il 24 novembre 1985.

## Tracce
Testi e musiche di Freddie Mercury,eccetto dove indicato.
1. Let's Turn It On - 3:43
2. Made in Heaven - 4:06
3. I Was Born to Love You - 3:39
4. Foolin' Around - 3:30
5. Your Kind of Lover - 3:33
6. Mr. Bad Guy - 4:10
7. Man Made Paradise - 4:09
8. There Must Be More to Life Than This (Mercury,Michael Jackson) - 3:01
9. Living on My Own - 3:24
10. My Love Is Dangerous - 3:43
11. Love Me Like There's No Tomorrow - 3:47

### Bonus Tracks della Special Edition
1. Let's Turn It On (Extended Version) - 5:09
2. I Was Born To Love You (Extended Version) - 7:06
3. Living On My Own (Extended Version) - 6:40
4. She Blows Hot & Cold (Extended Version) - 5:51
5. Love Me Like There's No Tomorrow (Extended Version) - 5:33
6. Made In Heaven (Extended Version) - 4:51

## Singoli/Videoclip
1. I Was Born to Love You  (promo, videoclip)
2. Made in Heaven  (promo, videoclip)
3. Living on My Own (promo, videoclip)
4. Love Me Like There's No Tomorrow (promo)

## B-Side, versioni rare & Outtakes
Le seguenti versioni vennero registrate da Freddie Mercury tra il gennaio 1984 ed il gennaio 1985 e la maggior parte di esse rimasero inedite, ad eccezione di quelle che vennero utilizzate nei singoli 12" e alcuni lati B. Nel 2000 vennero tutte raccolte nel Box Set celebrativo Freddie Mercury Solo Collection.
- I Was Born to Love You (Extended Version) - 7:06
- Stop All The Fighting (B-Side di I Was Born To Love You) - 3:20
- Stop All The Fighting (Extended Version) - 6:38
- Made In Heaven (Extended Version) - 4:51
- She Blows Hot & Cold (B-Side di Made in Heaven) - 3:37
- She Blows Hot & Cold (Extended Version) - 5:51
- Living on My Own (Extended Version) - 6:40
- My Love Is Dangerous (Extended Version) - 6:30
- Love Me Like There's No Tomorrow (Extended Version) - 5:33
- Let's Turn It On (Extended Version) - 5:09
- Love Me Like There's No Tomorrow (Instrumental Version) - 4:04
- Made In Heaven (Instrumental Version) - 4:18
- Mr. Bad Guy (Instrumental Version) - 4:15
- There Must Be More to Life Than This (Instrumental Version) - 3:09
- Let's Turn It On (A Cappella) - 3:05
- Made In Heaven (Alternative Version) - 4:28
- I Was Born to Love You (Vocal & Piano Version) - 2:59
- Foolin' Around (Early Version) - 4:15
- Foolin' Around (Unreleased 12" Mix) - 5:38
- Foolin' Around (Instrumental) - 3:41
- Your Kind Of Lover (Early Version) - 4:47
- Your Kind Of Lover (Vocal & Piano Version) - 3:39
- Mr Bad Guy (Orchestra out-takes) - 0:36
- Mr Bad Guy (Early Version) - 3:30
- There Must Be More to Life Than This (Piano Out-Takes) - 2:49
- Living on My Own (Hybrid Edit: Early/Later Versions) - 4:30
- My Love Is Dangerous (Early Version) - 2:13
- Love Me Like There's No Tomorrow (1st Early Version) - 2:19
- Love Me Like There's No Tomorrow (2nd Early Version: Extract) - 1:04
- Love Me Like There's No Tomorrow (3rd Early Version) - 3:27
- Love Me Like There's No Tomorrow (Live Take) - 4:23
- She Blows Hot & Cold (Alternative Version Featuring Brian May) - 4:37
- Gazelle (Demo) - 1:21
- Money Can't Buy Me Happiness (Demo) - 2:38
- Love Makin' Love (Demo) - 3:36
- God Is Heavy (Demo) - 1:23
- New York (Demo) - 2:13

## Formazione
- Freddie Mercury - voce, pianoforte, sintetizzatore
- Fred Mandel - pianoforte addizionale, sintetizzatore addizionale, chitarra addizionale
- Paul Vincent - chitarra
- Curt Cress - batteria
- Stefan Wissnet - basso, sintetizzatore, programmazione, batteria elettronica
- Jo Burt - basso in Man Made In Paradise
- Reinhold Mack - pianoforte, programmazione, sintetizzatore, batteria elettronica

## Altri crediti
- Prodotto da Mack e Mercury.
- Le registrazioni prodotte da Raincloud Production Ltd.
- Digital editing: Wolfgang Meyscheider
- Mastering: George Marino ai Sterling NYC.
- Artwork: The Artful Dodger
- Fotografie: A. Sawa